# Plácido Monsores
Plácido Monsores (Rio de Janeiro, 4 oktober 1912 - aldaar, 2 juli 1977) was een Braziliaanse voetballer en trainer, bekend onder zijn spelersnaam Plácido. 

## Biografie
Hij begon zijn carrière bij Bangu, waarmee hij in 1933 het Campeonato Carioca won. In 1935 maakte hij de overstap naar stadsrivaal America en won ook daar het staatskampioenschap. Hij speelde er tot 1943 en maakte in totaal 167 voor America. Na nog een jaar bij Ypiranga sloot hij zijn carrière af waar ze begonnen was, bij Bangu.  
Na zijn spelerscarrière werd hij trainer. 